# نيكسون دياز
نيكسون دياز (بالهولندية: Nixon Dias)‏ (2 سبتمبر 1979 في هولندا - ) هو لاعب كرة قدم هولندي في مركز الدفاع. لعب مع أدو دين هاغ وسبارتا روتردام وDayton Dutch Lions ‏ وDoor Ontwikkeling Tot Ontspanning ‏ وExcelsior Maassluis ‏ وASWH ‏ وVV Noordwijk ‏.

## وصلات خارجية
- نيكسون دياز على موقع قاعدة بيانات كرة القدم.إي يو (الإنجليزية)